# Шпицингзе
Шпицингзе (на немски: Spitzingsee) е езеро в Бавария, Германия. Намира се южно от езерото Шлийрзе. Площта му е 28 хектара, което го прави най-голямото висикопланинско езеро в Бавария. Намира се на 1085 m надморска височина. През лятото Шпицингзе е изходна точка за много планински маршрути с всички нива на трудност. През зимата около езерото има 30 km писти за алпийски ски и 18 лифта, което прави околността на Шпицингзе един от най-големите ски-курорти в Германия.
В Шпицингзе е разрешен риболов от 1 май до 15 ноември всяка година, освен ако в езерото има лед. В него и Шлийрзе има змиорки, щуки, Coregonus, шарани, езерна пъстърва, лин, Salvelinus alpinus.

## Галерия
- Шпицингзе, снимано от връх Брехершпиц, северно от езерото
- Шпицингзе, покрито от сняг, снимано от северната страна
- Шпитцинзе, снимано от юг, към връх Брехершпиц